# Oreobates remotus
Oreobates remotus é uma espécie de anfíbio da família Craugastoridae. Endêmica do Brasil, pode ser encontrada no estado de Minas Gerais.